# Ain't No Other Man
"Ain't No Other Man" este un cântec scris de către Christina Aguilera, Charles Roane, DJ Premier, Harold Beatty, și Kara DioGuardi, pentru cel de-al treilea album al cântăreței de origine americană Christina Aguilera: Back to Basics(2006). Piesa a fost lansată ca și single în luna Iunie a anului 2006. Acesta a câștigat un premiu Grammy la categoria Cea mai bună voce pop feminină.

## Videoclip
Un videoclip regizat de către Bryan Barber a fost lansat în mod exclusiv pe iTunes pe data de 20 iunie 2006 și a avut premiera pe data de 20, în cadrul emisiunii Making the Video, difuzată de MTV.
În videoclipul melodiei, Aguilera joacă rolul alter ego-ului său Baby Jane. Cea mai mare parte a videoclipului are loc într-un club, unde Christina se pregătește pentru a intra pe scenă, iar apoi ea cântă de-a lungul melodiei. În ambele părți cântăreața poartă rochii argintii și aurii, în timp ce fotografii îi fac poze. Videoclipul începe și se termină cu mici părți din melodia "I Got Trouble", care este inclusă pe albumul back to Basics.